# Liste der Bodendenkmale in Freital
In der Liste der Bodendenkmale in Freital sind die Bodendenkmale der Stadt Freital und ihrer Ortsteile nach dem Stand der Auflistung von Harald Quietzsch und Heinz Jacob aus dem Jahr 1982 aufgelistet. Eventuelle Änderungen und Ergänzungen, insbesondere aus der Zeit nach der Wende, sind nicht berücksichtigt, da für Sachsen aktuell keine neueren allgemein zugänglichen Bodendenkmallisten vorliegen. Die Baudenkmale sind in der Liste der Kulturdenkmale in Freital aufgeführt.
| Denkmal-ID | Fundart            | Ortsteil   | Bezeichnung                              | Zeitstellung                            | Lage                                                         | Bemerkungen | Bild |
| ---------- | ------------------ | ---------- | ---------------------------------------- | --------------------------------------- | ------------------------------------------------------------ | --- | ---- |
| ?          | Befestigung > Burg | Pesterwitz | Wehranlage „Burgwartsberg“ (Burg Thorun) | Mittelalter (Ende des 12. Jahrhunderts) | südlich des Orts, Geländezunge westlich von Niederpesterwitz | Spornlage, 1206 geschleift, Abschnittsgräben verfüllt, Befestigungsreste an der Ostseite gut erhalten, Schutz seit 1. März 1938, erneuert 28. Juni 1968 |      |